# Escobar de Polendos
Escobar de Polendos er en by og kommune i det centrale Spanien i provinsen Segovia. Den har et indbyggertal på 166 (2024) indbyggere.